# Tetraponera emacerata
Tetraponera emacerata är en myrart som först beskrevs av Santschi 1911.  Tetraponera emacerata ingår i släktet Tetraponera och familjen myror.

## Underarter
Arten delas in i följande underarter:
- T. e. emacerata
- T. e. oberbecki
- T. e. odiosa